# Böttcherstraße (Stralsund)
Die Böttcherstraße im Stadtgebiet Altstadt in Stralsund verbindet die Mönchstraße etwa auf der Höhe des Abzweigs zur Straße Bielkenhagen mit der  Jacobiturmstraße an der St.-Jakobi-Kirche. Die Ossenreyerstraße und die Filterstraße kreuzen die Böttcherstraße, die zum Kerngebiet des UNESCO-Welterbes Historische Altstädte Stralsund und Wismar gehört.

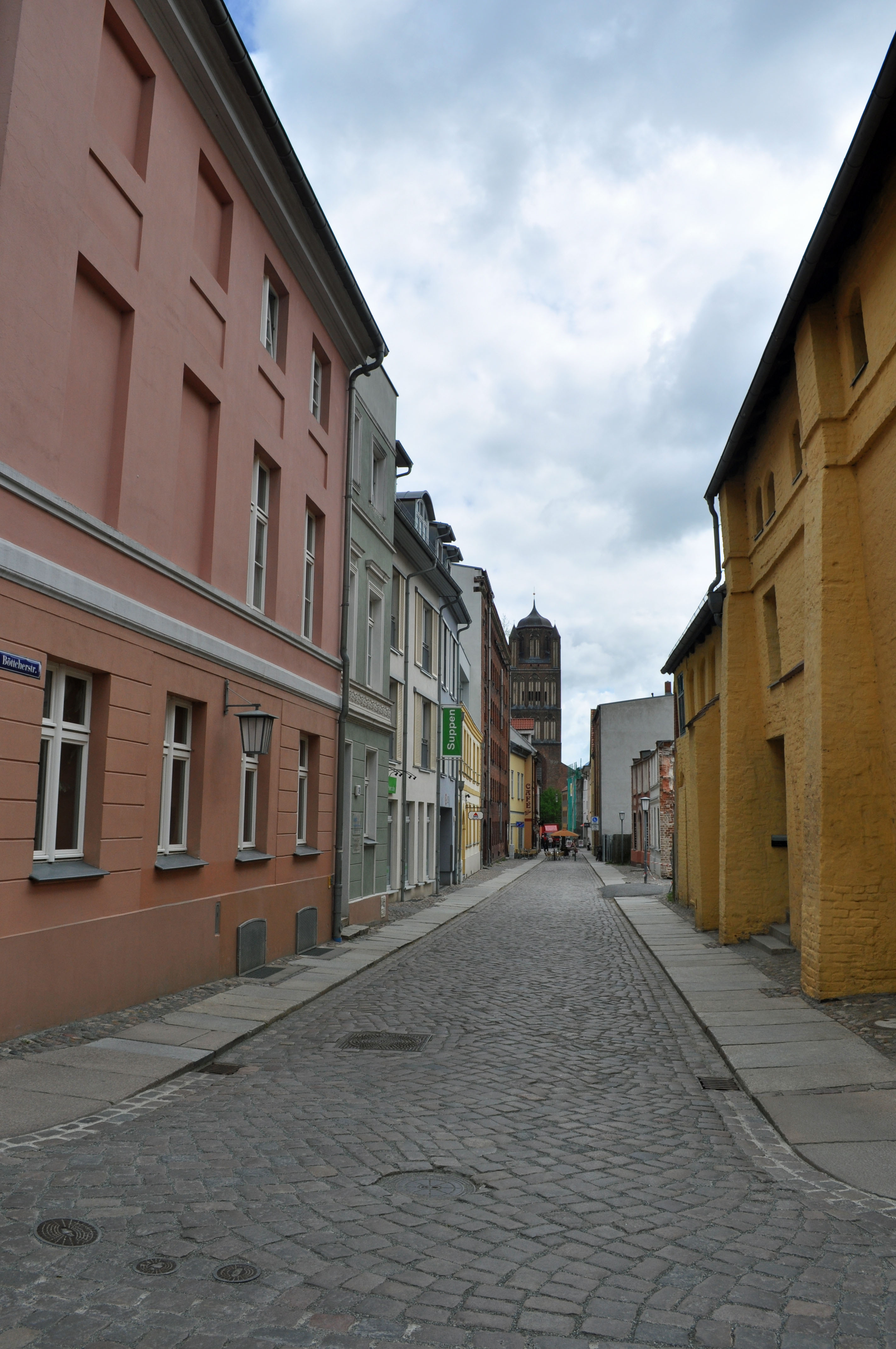
Blick in die Böttcherstraße in Stralsund (2012)

Die Straße hieß zunächst Papenstraße. Da so auch der parallele Abschnitt zwischen der Filterstraße und der Jacobiturmstraße hieß (siehe Papenstraße), wurden die beiden Straßen in Kleine und Große Papenstraße unterschieden. Seit dem Jahr 1309 allerdings ist auch schon die Bezeichnung Böttcherstraße urkundlich belegt, dennoch behielt die Straße noch bis zum Beginn des 16. Jahrhunderts zwei Bezeichnungen, erst dann setzte sich der Name Böttcherstraße durch. Die Böttcher stellten die für den Handel der Hansestadt so bedeutenden Fässer her; die Berufsbezeichnung ist in Stralsund noch bis weit in das 19. Jahrhundert nachgewiesen.
Einige der Gebäude in der Straße stehen bzw. standen unter Denkmalschutz (siehe auch Liste der Baudenkmale in Stralsund), nämlich die Häuser Böttcherstraße 2, Böttcherstraße 3, Böttcherstraße 4, Böttcherstraße 6, Böttcherstraße 10, Böttcherstraße 23, Böttcherstraße 26, Böttcherstraße 29, Böttcherstraße 30, Böttcherstraße 34 und Böttcherstraße 35.
Viele der Gebäude der Böttcherstraße verfielen in der Zeit der Deutschen Demokratischen Republik (DDR) und wurden noch zu DDR-Zeiten oder später abgerissen; teilweise wurden die entstandenen Baulücken mit Neubauten geschlossen. In dem im Jahr 1999 abgerissenen Haus Böttcherstraße 29 wurde im Jahr 1891 die Ortsgruppe der Sozialdemokratischen Partei Deutschlands (SPD) gegründet. Im Speicher Böttcherstraße 23 befand sich eine Zweigstelle des Kulturhistorischen Museums.